# Xicoténcatl (község)
Xicoténcatl a mexikói Tamaulipas állam egyik községe. 2010-ben kb. 23 000 lakója volt, ebből 9600-an éltek a községközpontban, Xicoténcatlban, a többiek 193 kisebb településen.

## Fekvése
A község Tamaulipas állam déli részének közepén terül el, nagy része 80–100 m tengerszint feletti magasságban fekvő síkság, északi részein azonban 400 m fölé emelkedő kisebb hegyek is találhatók, ez a vidék már a Keleti-Sierra Madre peremvidéke. Területének legnagyobb részét, 71%-ot növénytermesztésre hasznosítanak, a vadon 28%-ot foglal el. Éghajlata meleg, viszonylag csapadékos: vidéktől függően 700–1300 mm eső hull egy év alatt. Állandó folyói a Sabinas, a Guayalejo és a Comandante, időszakos vízfolyásai az Hondo, a Colorado, az El Arenal, az El Capulín, az El Sargento, a La Lajilla, a La Peñita, a Las Capitanas és a Pasito Hondo patakok.

## Élővilág
Természetes növénytakarójának nagy része lombhullató erdő, de kisebb részén mediterrán bozótosokat is találhatunk. Állatvilágának jellemző fajai a különböző nyulak, övesállatok, az amerikai borz, bűzösborzfélék, a chachalaca nevű tyúkféle, kígyók, rókák, a prérifarkas és a fehérfarkú szarvas.

## Népesség
A község lakóinak száma a közelmúltban hullámzott: időnként csökkent, máskor növekedett. A változásokat szemlélteti az alábbi táblázat:
| Év   | Lakosság |
| ---- | -------- |
| 1990 | 22 782   |
| 1995 | 23 023   |
| 2000 | 22 464   |
| 2005 | 21 877   |
| 2010 | 22 864   |

## Települései
A községben 2010-ben 194 lakott helyet tartottak nyilván, de nagy részük igen kicsi: 116 településen 10-nél is kevesebben éltek. A jelentősebb helységek:
| Település                                         | Lakosság (2010) |
| ------------------------------------------------- | --------------- |
| Xicoténcatl (községközpont)                       | 9593            |
| Primero de Mayo                                   | 2445            |
| Emiliano Zapata                                   | 922             |
| Segunda Unidad Xicoténcatl (El Aquiche)           | 854             |
| Mártires de Río Blanco (La Reforma)               | 802             |
| El Azúcar                                         | 498             |
| Alianza Agraria                                   | 493             |
| Francisco Villa                                   | 390             |
| Melchor Ocampo                                    | 381             |
| Benito Juárez                                     | 304             |
| José Ascensión Rodríguez Martínez (Las Amarillas) | 301             |
| Águilas de la Victoria                            | 295             |
| El Conejo                                         | 270             |
| Primera Unidad Ejido Xicoténcatl (Zoyate)         | 218             |
| Industrial                                        | 210             |